# Ivo Marjanović
Ivo Marjanović (Split, 20. lipnja 1913. – Split, 10. siječnja 2004.) je bio hrvatski kazališni, televizijski i filmski glumac i redatelj.

## Životopis
Glumom se počeo baviti još u vrijeme pohađanja srednje škole. Aktivno je sudjelovao u radu svih kazališta koja su djelovala između dva svjetska rata na području Splita (Narodno kazalište za Primorsku banovinu, Splitsko kazališno društvo, Splitski kazališni dobrovoljci, ...). Za vrijeme Drugog svjetskog rata zajedno s bratom Androm vodio je brigu o imovini rasformiranog kazališta. Nakon rata do 1947. nastavio je djelovanje u obnovljenom Hrvatskom narodnom kazalištu u Splitu. Nakon toga djelovao je do 1949. u osječkom HNK-u, a do 1953. Hrvatskom narodnom kazalištu Ivana Zajca u Rijeci nakon čega se vratio u splitsko kazalište u kojem je djelovao do početka 1990-ih. U cijeloj je karijeri odigrao više od 400 uloga, a široj publici poznat je po ulozi don Karmela (dušobrižnika) u seriji Naše malo misto te šjor Ive (Hajdukova oružara) u seriji Velo misto.
Marjanović je od kraja 1920-ih skupljao bilješke, plakate, fotografije i novinske napise o predstavama splitskog kazališta. Zbirku tih dokumenata darovao je u vlasništvo kazališta. Osnivatelj je mnogih kazališnih družina, a onu u Gatima kod Omiša vodio je četiri desetljeća. Dobitnik je nagrada za životno djelo gradova Splita i Omiša.
U njegovu se čast u mjestu Gata kod Omiša od 2006. održava kulturna manifestacija Gatsko kulturno ljeto "Dani Ive Marjanovića".

## Izbor iz uloga
| - Sofoklo: Antigona i Kralj Edip (prorok Tiresija) - Držić - Fotez: Dundo Maroje (Pomet i Popiva) - nepoznati autor (XVI. st.) Ljubovnici (Lovro Kalebić) - V. Stulli: Kate Kapuralica (Kapural) - Shakespeare: Mletački trgovac (Schylock) - N. V. Gogolj: Revizor (Hlestakov), Ženidba (Kočkarjev) - Dostojevski - Strozzi: Braća Karamazovi (Ivan) - Maksim Gorki: Na dnu (Barun) - M. Krleža: Gospoda Glembajevi (dr. Silberbrandt), Leda (Aurel i Oliver Urban) - M. Božić: Pravednik (Blaž Bogdan). | - F. Lehár: Zemlja smiješka (1950.) - I. Tijardović: Spliski akvarel (1951, 1961.) - I. Tijardović: Mala Floramye (1950. i 1976.) - "Prometej s otoka Viševice" kao ratni drug (1964.) - "Čovik od svita" kao vlasnik magarca za slikanje Jakov (1965.) - "Sutjeska" (1972.) - "Libar Marka Uvodića" (1973.) - "Čovik i po" kao ministar (1974.) - "Naše malo misto" kao don Karmelo Ljubetić "Dušobrižnik" (1970. – 1971.) - "Velo misto" (1981.) - "Roko i Cicibela" (1978.) - "Povratak" kao Bere (1979.) |

## Vanjske poveznice
- Ivo Marjanović u internetskoj bazi filmova IMDb-u (engl.)
- Ivo Marjanović - Sjećanja gata.hr (objavljeno 19. travnja 2009., pristupljeno 27. prosinca 2017.)